# Општина Креведија (Дамбовица)
Креведија (рум. Crevedia) општина је у Румунији у округу Дамбовица.
Oпштина се налази на надморској висини од 111 m.